# Camp de réfugiés d'Al-Hol

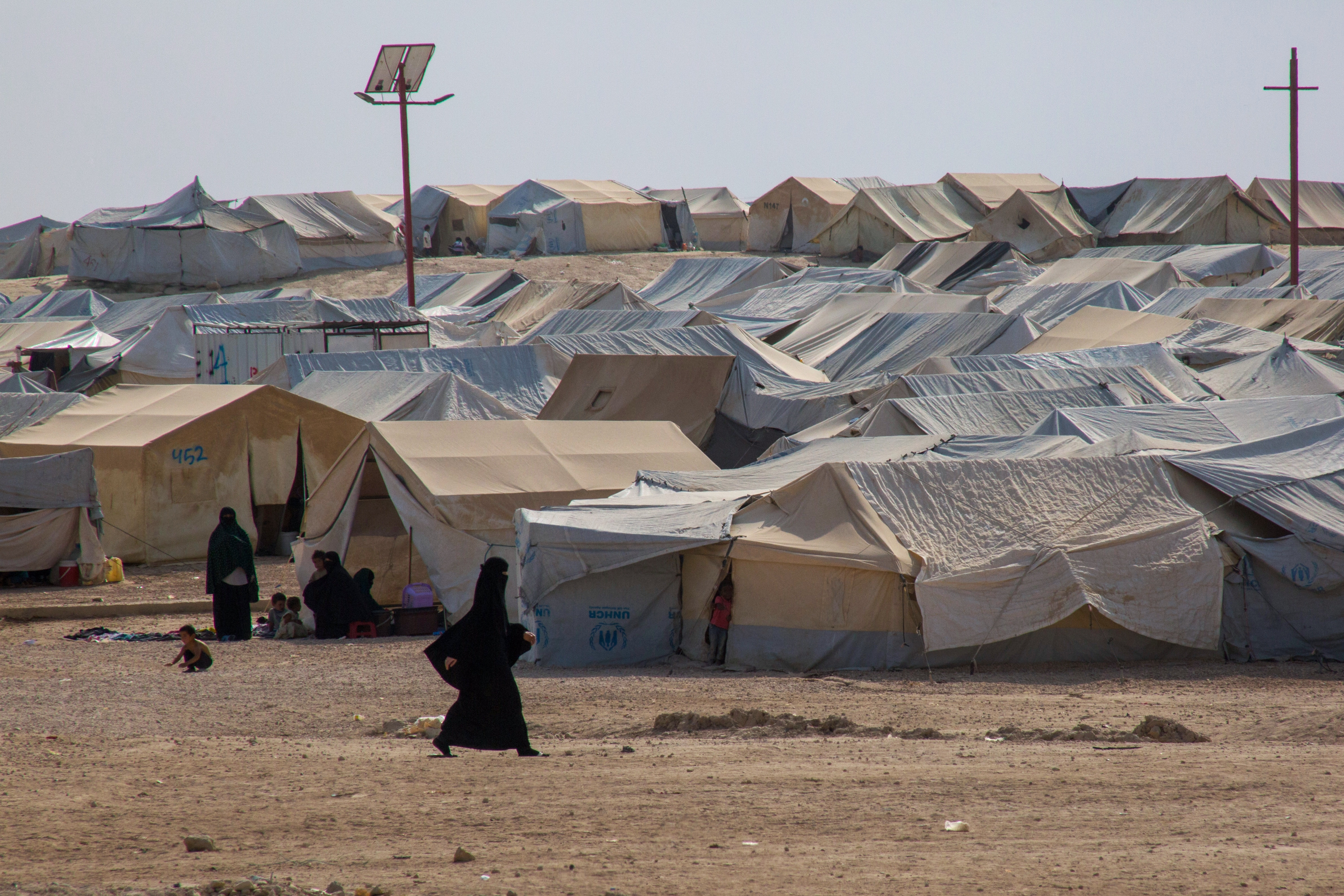
Le camp en octobre 2019.

Le camp de réfugiés d'al-Hol est un camp de réfugiés devenu un camp d'internement, situé à la périphérie sud de la ville d'Al-Hol, dans le nord de la Syrie, près de la frontière syro-irakienne. Depuis 2019, il abrite surtout les familles des combattants djihadistes de l'État islamique, soit plus de 70 000 femmes et enfants retenus contre leur gré fin 2019, et 30 000 en 2025.

## Contexte
Le camp est initialement établi pour les réfugiés irakiens au début de l'année 1991, durant la guerre du Golfe. Il est rouvert à la suite de l'invasion de l'Irak par les États-Unis en 2003, comme l'un des trois camps à la frontière irako-syrienne.
Avec le camp de Roj, il fait partie des vingt-quatre centres de rétention contrôlés par les Forces démocratiques syriennes (FDS) soutenues par les États-Unis dans le nord de la Syrie. Entouré de barbelés et de miradors, ce camp n'est dans les fait pas intégralement contrôlé par les FDS en raison d'une surpopulation qui rend impossible d'en avoir une vue d'ensemble. Une serait dirigée par l'État islamique qui utilise le camp à des fins d'endoctrinement et de recrutement. En février 2021, la population du camp était de plus de 60 000 personnes, contre 10 000 au début de 2019 avant que les FDS aient pris le dernier territoire de l'État islamique en Syrie lors de la bataille de Baghuz Fawqani. Les réfugiés sont des femmes et des enfants de nombreux pays, principalement de Syrie et d'Irak.

## Démographie
Le graphique qui aurait dû être présenté ici ne peut pas être affiché car il utilise l'ancienne extension Graph, désactivée pour des questions de sécurité. Des indications pour créer un nouveau graphique avec la nouvelle extension Chart sont disponibles ici.

Dans le contexte de la guerre civile syrienne et de la prise de contrôle d'al-Hol par les Forces démocratiques syriennes (FDS) en octobre-novembre 2015, ce camp, avec celui d'Aïn Issa, devient un centre de rétention pour les réfugiés des combats entre les FDS et l'État islamique (EI) lors de l'offensive de Deir ez-Zor mené par les FDS. Il abrite environ 10 000 réfugiés début décembre 2018. Lors de la bataille de Baghuz Fawqani en janvier 2019, le camp connait un afflux massif de réfugiés lors d'une série d'évacuations massives de civils, avec les personnes fuyant les combats acharnés entre les FDS et l'EI. La taille du camp augmente considérablement avec l'effondrement de l'EI. Une estimation de septembre 2019 indiquait que le camp abritait environ 20 000 femmes et 50 000 enfants de l'ancien État islamique d'Irak gardés par 400 combattants de la milice des FDS.
En octobre 2020, pour tenter de remédier à la situation de surpopulation du camp, les autorités de l'Administration autonome du nord et de l'est de la Syrie (AANES) décide de libérer tous les ressortissants syriens du camp, ce qui représente environ la moitié de la population du camp. Mais le processus est lent, et en juillet 2022, environ 60 000 personnes vivent encore dans le camp.
Le 2 mars 2024, le conseiller à la sécurité nationale irakien (en), Qassim al-Araji (en), indique au Forum diplomatique d'Antalya (en) qu'« il y'a 20 000 Irakiens de moins de 18 ans dans le camp d'Al-Hol ».
En 2024, selon des médias kurdes, le camp compterait 45 355 personnes, dont 21 633 Syriens, 17 022 Irakiens et 6 700 étrangers. Selon une nouvelle estimation des autorités du camp en juin 2025, celui-ci aurait perdu près du tiers de sa population en un an et compterait désormais 29 900 personnes, dont 15 500 Syriens, 8 400 Irakiens et 6 000 étrangers. Toutes les semaines, les autorités irakiennes organisent un rapatriement de plusieurs dizaines de leurs ressortissants, à la suite d'un accord avec les forces kurdes. En 2025, les nouvelles autorités syriennes établissent également un accord similaire, d'autant que la chute du régime Assad permet le retour des déplacés dans leur région d'origine.

## Administration et conditions dans le camp

### Conditions de vie quotidienne
La promiscuité dans ce camp est très forte, il est presque impossible de marcher entre les tentes délabrées tant les résidents sont entassés et l'accès aux sanitaires et aux cuisines est limité, ce qui favorise la propagation de la malnutrition et de maladies.
Alors que plus de la moitié des 40 000 résidents est constituée d'enfants, en 2024, très peu d'entre eux vont à l'école et la plupart n'ont jamais vu de télévision ou mangé de glace. Dès l'âge de 11 ans, les garçons sont retirés à leur mère par les gardes du camp, pour éviter tout risque de radicalisation. Certains enfants essaient de gagner un peu d'argent en transportant de l'eau, en nettoyant ou en réparant les tentes, en travaillent au marché du camp ou revendant leur aide alimentaire. 
La plupart des femmes sont intégralement voilées d'un niqab qui laisse entrevoir leurs yeux, et portent des gants noirs. Si une partie d'entre elles adopte ce comportement par adhésion aux idéaux extrémistes de l'EI, d'autres le font par crainte alors que les jihadistes organisent des patrouilles pour veiller à la stricte application de la charia. Plusieurs femmes, parfois très jeunes,(12 à 15 ans) ont ainsi été enlevées, séquestrées, battues et parfois tuées par des militants extrémistes les accusant de « vices ».
Malgré la séparation des enfants et de leurs mères à partir d'un certain âge, certains très jeunes adolescents, de 12 à 13 ans au maximum, parviennent à rester et des femmes sollicitent leurs services sexuels pour procréer afin de « perpétuer le califat » islamique. Les enfants les plus jeunes du camp sont ainsi presque tous nés sur place et n'ont pas d'identité légale. Inversement, certains jeunes hommes harcèlent des fillettes et leur font subir des violences physiques ou sexuelles que leur mère peinent à empêcher.

### Conditions sanitaires et sécuritaires
En avril 2018, une épidémie de typhoïde tue 24 personnes dans le camp.
Les conditions le long de la route menant au camp, y compris dans les centres de dépistage pour les membres de l'EI, ont été décrites comme « extrêmement dures » avec peu de nourriture, d'eau, d'abris et aucun service de santé. Au 4 février 2019, au moins 35 enfants et nouveau-nés seraient également morts en cours de route ou peu après leur arrivée dans le camp, principalement en raison d'hypothermie. Les organisations humanitaires craignaient que la dysenterie et d'autres maladies ne se propagent du camp débordé. L'Organisation des Nations unies déclare que 84 personnes, pour la plupart des enfants, sont mortes sur le chemin d'al-Hol depuis décembre 2018. Les familles des combattants de Daech sont détenues dans une section gardée séparée du camp après des incidents violents répétés entre eux et d'autres membres du camp.
En février 2019, Zehra Duman, une Australienne qui a épousé un combattant jihadiste australien peu après son arrivée, indique à sa mère qu'elle et ses deux jeunes enfants vivaient dans le camp. Elle dit à sa mère qu'il y avait une terrible pénurie de nourriture et qu'elle craignait que sa fille de six mois ne meure de faim. Début 2019, Shamima Begum, citoyenne britannique enceinte et ancienne membre de l'EI, est identifié dans le camp d'al-Hol. Son fils nouveau-né meurt quelques semaines après sa naissance.
Au moins 100 personnes sont mortes pendant leur trajet vers le camp, ou peu de temps après leur arrivée au camp depuis décembre 2018.
Le 28 novembre 2019, le Croissant-Rouge arabe syrien annonce que plus de 36 000 habitants du camp avaient reçu une aide de l'organisation dans des cliniques établies dans le camp et via une équipe médicale mobile sur place. Mais la méfiance est telle que certaines femmes refusent d'être traitées par la médecine occidentale, ce qui entraîne des épidémies, comme la rougeole. Une méfiance qui concerne aussi les équipes du gouvernement, souvent prises à parti par les habitants très hostiles à Damas. Pour ces raisons, ainsi qu'à cause de la surpopulation, la population de ce camp est également particulièrement exposée à la pandémie de Covid-19 en 2020 et 2021.
Pour autant, en 2021, les meurtres y sont la première cause de mortalité, selon l'Organisation mondiale de la santé.

### Risque de radicalisation et «d'incubateur jihadiste»
Alors que près des deux tiers de la population du camp a moins de 18 ans, selon l'ONG Médecins sans frontières, les enfants grandissent sous le joug de l'État islamique qui les considère comme une nouvelle génération de combattants à former et endoctriner. Des photos de coloriages montrant des grenades et des gilets suicides, ou encore de fêtes d'anniversaire où le drapeau noir et blanc de l'EI flottait entre les ballons ont été publiées. Le chercheur israélien Yoram Schweitzer, ancien membre des services de renseignement, déplore que cette question n'est « urgente pour personne, sauf pour ceux qui voient les risques qui peuvent en émaner », et compare ce camp surpeuplé à « de l'eau stagnante qui deviendra bourbier » si elle n'est pas dispersée.
Les mères de ces enfants, dont les pères ont souvent été tués au combat, participent souvent activement à leur radicalisation. En avril 2019, des femmes du camp ont crié à une journaliste : « Convertissez-vous, convertissez-vous ! » l'exhortant à réciter la chahada. Ils lui ont dit : « Si tu devenais musulmane et que tu te couvrais (le corps et le visage) comme nous et que tu devenais membre de notre religion, tu ne serais pas tuée ». Beaucoup d'entre eux ont prié pour le retour du califat de l'EIIL ». Les femmes justifient le génocide des Yézidis par l'EI et la prise par l'EI d'esclaves sexuelles yézidies. Une femme irakienne a dit : « S'ils ne se convertissent pas à l'islam et qu'ils ne deviennent pas musulmans comme nous et n'adorent pas Allah, alors ils le méritent ».
Pour endiguer le projet de « nouvelle génération » mis au point par les femmes jihadistes, des vagues d'arrestations d'adolescents ont eu lieu de façon plus ou moins routinière, souvent arbitraire, les séparant de leur famille.
Dans un rapport publié en avril 2019, le journaliste de la BBC Quentin Sommerville a décrit le camp comme « un vaisseau débordant de colère et de questions sans réponse », où certaines femmes « s'accrochent à leur idéologie alimentée par la haine, d'autres implorent une issue un chemin du retour ». Quentin cite une femme maroco-belge, une ancienne infirmière qui a saisi son niqab en disant : « C'est mon choix. En Belgique, je ne pouvais pas porter mon niqab c'est mon choix. Chaque religion a fait quelque chose de mal, montrez-nous le bien ». La femme a affirmé qu'il n'était pas nécessaire de s'excuser pour l'attaque de l'EI à Bruxelles en 2016 et a blâmé l'Occident et ses frappes aériennes sur Baghouz pour leurs conditions désastreuses.

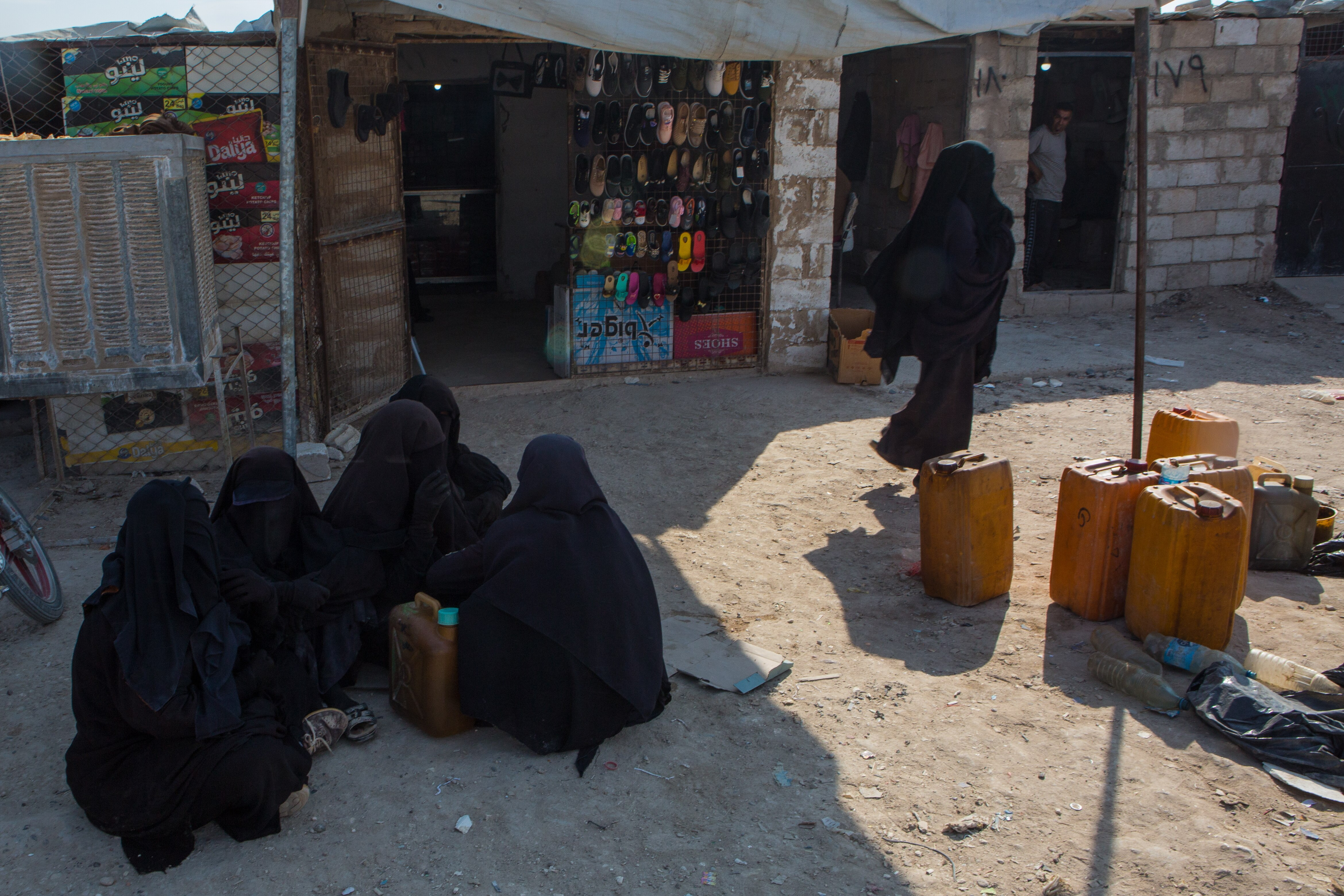
Réfugiés au camp le 16 octobre 2019.

Un rapport du Washington Post de septembre 2019 décrit la radicalisation accrue au sein du camp où les conditions sont lamentables, la sécurité laxiste et le fait que les personnes qui ne suivent pas l'idéologie de l'État islamique vivent dans la peur.
En janvier et février 2021, 21 personnes sont tuées dans le camp par des cellules de l'État islamique, soit plus du triple du nombre de personnes tuées ces derniers mois dans ce que l'Observatoire syrien des droits de l'homme a décrit comme l'État du « mini-Al-Hawl, ». Entre 2020 et août 2021, plusieurs ONG comptabilisent près de 117 assassinats dans le camp d'Al-Hol.
Les autorités kurdes aménagent une zone nommé « l'Annexe », pour isoler les étrangers les plus radicalisés du reste du groupe. Cette zone du camp abrite quelque 6 000 personnes d'une quarantaine de pays, contre 17 000 Syriens et 18 000 Irakiens dans le reste d'al-Hol. Mais il n'est pas difficile pour l'État islamique d'en libérer en soudoyant leurs gardiens kurdes. Certains jihadistes parviennent même à se procurer des uniformes de gardiens du camp qu'ils enfilent pour y pénétrer en passant inaperçus. Des tunnels, des fusils et des munitions et des tunnels sont régulièrement découverts lors de fouilles du camp,.
En septembre 2022, les forces kurdes annoncent l'arrestation de plus de 200 jihadistes dans le camp d'Al-Hol. En décembre 2023, les forces kurdes annoncent avoir tué Abou Obeida al-Iraq, un haut responsable du groupe État islamique, dans le camp de Al-Hol. Ce dernier avait tenté de faire exploser une ceinture d'explosifs qu'il portait sur lui lors de l'encerclement de sa tente par les forces de sécurité kurdes.

## Tentatives de gestion du problème par les acteurs locaux et internationaux

### Rapatriement par les pays d'origine des combattants
Il est rapporté en septembre 2020 que les autorités kurdes ont transféré 50 ressortissants australiens du camp d'al-Hol au plus petit camp de Roj où, prétend-on, l'accent est davantage mis sur la rééducation et la réhabilitation. Le gouvernement australien manque de volonté politique pour rapatrier ses ressortissants de Syrie de peur de faire entrer des individus radicalisés dans le pays. Le rapatriement est difficile car de nombreux résidents du camp se sont radicalisés et représentent une menace potentielle pour leur pays d'origine.
En avril 2022, 10 femmes et 27 enfants de jihadistes d'origine allemande sont rapatriés de Syrie par les autorités allemandes. En août, 700 détenus irakiens du camp d'Al-Hol sont rapatriés en Irak. En octobre, le gouvernement australien annonce le rapatriement de dix-sept de ses ressortissants, quatre femmes et treize enfants, détenus dans le camp d'Al-Hol. 
En mars 2023, le secrétaire général de l'ONU Antonio Guterres réclame le rapatriement des familles retenues à Al-Hol, le qualifiant de « pire camp au monde ». En juin, 50 jihadistes irakiens et 168 familles de jihadistes irakiennes sont rapatriés depuis la Syrie vers l'Irak par les autorités irakiennes en vue d'y être jugés.
En fin d'année 2023, environ 3 000 femmes et enfants de 40 nationalités sont rentrés dans leur pays depuis le camp d'Al-Hol, pour la plupart des citoyens de Russie et de pays d'Asie centrale, selon les données du Haut-Commissariat des Nations unies aux droits de l'homme. Mais la tendance connaît un déclin : en mars 2024, près de 50 % de moins d'enfants et de femmes étrangers s'étaient vu assurer un retour par rapport à la même période en 2023, selon l'ONG Save the Children, tandis que le même mois, la Suède annonce qu'elle ne reprendrait plus aucun enfant des camps en Syrie.
En juillet 2024, le Kirghizistan annonce le rapatriement depuis les camps de détention en Syrie de 22 femmes et enfants de jihadistes citoyens de ce pays d'Asie centrale.

### Tentative de rééducation des enfants
En 2022, dans un centre du nord-est de la Syrie, les forces kurdes ouvrent un camp de rééducation pour les jeunes garçons fils de jihadistes du groupe État islamique, où ils suivent un programme de réhabilitation. Ces derniers sont encouragés à pratiquer des activités sportives comme le football, suivre des cours d'arabe et d'anglais, de maths, de musique, ainsi que jouer aux échecs et regarder documentaires et dessins animés. Des séances de soutien psychologique sont également organisées, tandis que les garçons sont encouragés à s'exprimer par le dessin. Hautement sécurisé, ce centre est gardé par des forces de sécurité et équipé de caméras de surveillance. Mais sa capacité d'accueil, de quelques dizaines de pensionnaires, reste largement insuffisante au regard du nombre d'enfants détenus à Al-Hol, tandis que le devenir de ces enfants lorsqu'ils seront devenus majeurs est une autre source de préoccupation.